# کورت کوربر
کورت کوربر (انگلیسی: Kurt A. Körber; ۷ سپتامبر ۱۹۰۹ – ۱۰ اوت ۱۹۹۲) کارآفرین اهل آلمان بود، که در سال ۱۹۸۷ شرکت کوربر را تأسیس کرد.